# Elulaios
Elulaios of Luli was koning van Tyrus van 729 tot 694 v.Chr.
In het begin van zijn regering had hij te maken met rebellie in diverse ondergeschikte steden, zoals Kition, Ushu, Sidon en Akko. Hij stelde zich anti-Assyrisch op, wat tot reactie van de Assyriërs leidde. Zo werd Tyrus tussen 724 en 720 v.Chr. belegerd door koning Salmanasser. In 701 v.Chr. werd de situatie voor Elulaios te precair, en hij vluchtte naar Kition. Tyrus verloor al zijn bezittingen op het vasteland. Na Elulaios werd Tyrus door pro-Assyrische machthebbers geregeerd, waarbij de Assyrische controle op de handel nog toenam.